# Масовий маркетинг
Ма́совий ма́ркетинг — один із видів маркетингу, в якому діяльність підприємств спрямована на пересічного покупця шляхом застосування однорідної композиції маркетингових інструментів для всього ринку і стимулюванням збуту того самого товару для всіх покупців. В масовому маркетингу важливою є ідентифікація спільних ознак споживачів послуг.